# Bilhete Ônibus Metropolitano

## História

### Criação
O primeiro projeto para a criação de um sistema integrado nos transportes metropolitanos em São Paulo foi feito pelo governador Mário Covas em 1998, chamava-se Metropass. O BOM foi uma promessa feita pelo governador Geraldo Alckmin, em 2004, às vésperas da entrada em funcionamento do Bilhete Único da Prefeitura Municipal de São Paulo.

### Início de operação
Segundo Jurandyr Fernandes, à época Secretário dos Transportes do Governo do Estado de São Paulo, os primeiros testes estavam previstos para agosto de 2005, e o início de operação do sistema para 2006.
O sistema entrou em operação em dezembro de 2011. Em 13 de dezembro de 2011, foi anunciado pelo governador Geraldo Alckmin o projeto "bom nos trilhos" que, inicialmente, permitirá o uso dos cartões BOM tarifa integral (Vale transporte, empresarial e comum) nos trens da CPTM e linhas do metro, iniciando-se pela operação experimental na estação Palmeiras - Barra Funda, com o objetivo de ser implantado em todas as estações do metrô e CPTM e ser base para a criação de um cartão de integração metropolitano aos moldes do Bilhete Único RJ.

### Fim da operação
O Cartão BOM iniciou um processo de descontinuação em favor do Cartão TOP. Não é possível recarregar o bilhete, mas os usuários que possuem o bilhete ainda podem usá-lo até os seus créditos acabarem.

## Funcionamento
O Cartão BOM foi um bilhete utilizado nas linhas intermunicipais que operam nos 39 municípios da Região Metropolitana de São Paulo (RMSP). Com ele, o cliente tinha acesso, através de um cartão único, a toda uma grande operação, que envolve 4.600 ônibus intermunicipais em circulação diária na RMSP, o que representa o 3º maior sistema de transporte por ônibus do país, atrás apenas de cidades como São Paulo e Rio de Janeiro. Nesse grande sistema, operam em conjunto, 45 empresas organizadas através de um consórcio, o CMT (Consórcio Metropolitano de Transportes). Em ritmo acelerado de crescimento, com a responsabilidade de transportar milhões de passageiros todos os dias, as empresas consorciadas, em 2008, contrataram um novo parceiro comercial, a Promobom Autopass S.A para administrar toda essa grande operação. A Autopass então tornou-se a principal empresa a gerenciar o Cartão BOM, formatando toda a sua parte comercial, como distribuição de créditos, lojas de atendimento ao público, central telefônica de atendimento ao cliente, entre outras atividades.
Eram 6 modelos principais:
- BOM Vale-Transporte - fornecido ao trabalhador pelas empresas;
- BOM Comum - destinado ao cidadão;
- BOM Empresarial - para empresas e colaboradores;
- BOM Escolar – destinado aos estudantes e professores;
- BOM Sênior - aos cidadãos de 65 anos ou mais;
- BOM Especial - destinado as pessoas com deficiência.

## Tipos de Cartões

### Cartão BOM Vale-Transporte
O BOM Vale-Transporte era um cartão concedido pelo empregador aos seus colaboradores, que armazena créditos para utilização em linhas intermunicipais da Região Metropolitana de São Paulo, além dos ônibus municipais que fizeram adesão ao sistema BOM. O empregador fará o pedido de crédito para seus colaboradores, que por sua vez não precisam se deslocar a um estabelecimento comercial para fazer a recarga: basta aproximar o cartão junto ao validador, dentro do ônibus, e automaticamente os créditos serão recarregados. De acordo com a Lei nº 7.418/85 Art. 5º, é proibido ao empregador substituir o vale-transporte por antecipação em dinheiro ou qualquer outra forma de pagamento.

### Cartão BOM Empresarial
O BOM Empresarial era o cartão destinado às empresas que demandam por um cartão que não esteja vinculado ao funcionário. O empregador fará o pedido de crédito e a recarga será abordo, assim como do Vale-Transporte.
Esse cartão é voltado para “utilizações corporativas”, incluindo mão de obra temporária, prestadores de serviços, mensageiros, equipes de vendas, etc. Com ele, a empresa ganha segurança e comodidade para os deslocamentos na Região Metropolitana de São Paulo, além dos ônibus municipais que fizeram adesão ao sistema BOM.

### Cartão BOM Comum
Com o Cartão BOM Comum o cidadão não precisa mais pagar com dinheiro vivo as passagens dos ônibus que fazem parte do sistema BOM. E em caso de extravio do cartão, os créditos poderão ser recuperados. Além disso, o cidadão pode acompanhar o saldo remanescente no validador dentro de todos os ônibus. Para adquirir o Cartão BOM Comum, é necessário preencher o cadastro no site do Cartão BOM e retirar o cartão em um dos endereços indicados.

### Cartão BOM Escolar
BOM Escolar era o cartão destinado aos estudantes e professores, que dá direito ao desconto de 50% na tarifa das linhas intermunicipais de ônibus da Região Metropolitana de São Paulo. A EMTU é responsável pelo cadastro e credenciamento dos alunos e professores, com base nas informações encaminhadas exclusivamente pelas Instituições de Ensino. A compra de créditos por meio da cota mensal poderá ser realizada nas Lojas do Cartão BOM ou nos Postos autorizados, mediante apresentação do controle de frequência,devidamente carimbado pela Instituição de Ensino, no mês correspondente ao da compra.

### Cartão BOM Especial
O BOM Especial era o cartão destinado à pessoas com deficiência, que garante a gratuidade na tarifa das linhas intermunicipais de ônibus da Região Metropolitana de São Paulo. O BOM Especial autoriza até dois acompanhantes com o mesmo benefício do titular, desde que tenham o nome e RG impressos no cartão. Este benefício é válido apenas para um acompanhante por vez. O embarque é feito na companhia do usuário utilizando o mesmo cartão.

### Cartão BOM Sênior
O BOM Sênior era o cartão dos cidadãos com 60 anos ou mais, que garante a gratuidade na tarifa das linhas intermunicipais de ônibus da Região Metropolitana de São Paulo. Com o BOM Sênior você realiza o embarque pela porta dianteira do ônibus. Ao aproximar o cartão do validador, você passará pela catraca e desembarcará pela porta traseira do veículo, permitindo assim mais opções de lugares nos ônibus metropolitanos e utilização na CPTM e Metrô SP.